# Parafia Niepokalanego Poczęcia Najświętszej Maryi Panny w Ciepłowodach
Parafia Niepokalanego Poczęcia Najświętszej Maryi Panny w Ciepłowodach – znajduje się w dekanacie ziębickim w archidiecezji wrocławskiej.  Jej proboszczem jest ks. Ryszard Słowiak. Obsługiwana przez kapłana archidiecezjalnego. Erygowana w XIV wieku. Księgi metrykalne prowadzone od 1946 r.

## Kościoły i kaplice
- Ciepłowody – kościół parafialny pw. Niepokalanego Poczęcia Najświętszej Maryi Panny
- Piotrowice Polskie – kościół filialny pw. Matki Bożej Bolesnej
- Kobyla Głowa – kościół filialny pw. Bł. Jana Pawła II
- Ciepłowody – kaplica cmentarna
- Kobyla Głowa – kaplica cmentarna

## Wspólnoty i Ruchy
- Żywy Różaniec
- Schola
- Lektorzy
- Ministranci